# American Academy in Rome

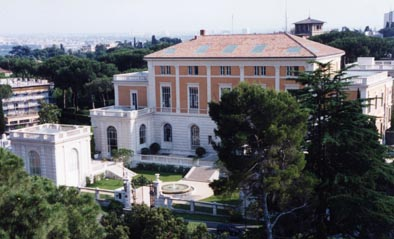
Hauptgebäude (Villa Aurelia) der American Academy in Rome

Die American Academy in Rome ist eine US-amerikanische Kultureinrichtung in Rom.
Sie entstand 1913 aus der Vereinigung der American School of Architecture in Rom (gegründet 1894) und der American School of Classical Studies in Rome (gegründet 1895). Ihr Sitz mit zehn Gebäuden, zu denen auch die Villa Aurelia gehört, befindet sich auf dem Gianicolo, dem höchsten Hügel Roms, in einem historischen Gartengelände von etwa 4,5 Hektar. Die Akademie richtet Wissenschaftliche Konferenzen und Tagungen aus sowie Lesungen und Ausstellungen ihrer Stipendiaten.

## Rompreis (Rome Prize)
Für junge Geisteswissenschaftler und Künstler schreibt die American Academy jährlich 30 Stipendien aus, die mit Studienaufenthalten in Rom von 6 Monaten bis zu 2 Jahren verbunden sind. Damit werden herausragende Talente gefördert in den Sparten Klassische Antike, Geschichte und Kunst des Mittelalters und der Renaissance, Architektur, Landschaftsarchitektur, Denkmalpflege, Design, Modernes Italien, Literatur, Musik, Bildende Künste.

## Direktoren
American School of Classical Studies in Rome
- 1895/1896 William Gardner Hale
- 1896/1897 Minton Warren
- 1897/1898 Clement Lawrence Smith
- 1898/1899 Tracy Peck
- 1907–1912 Jesse Benedict Carter

American Academy
- 1913–1917 Jesse Benedict Carter
- 1919/1920 George Lincoln Hendrickson
- 1945–1947 Charles Rufus Morey
- 1974–1977 Henry A. Millon
- 1977–1979 George W. Houston
- 1984–1988 Jim Melchert
- 1988–1992 Joseph Connors
- 2005–2010 Carmela Franklin
- 2010–2014 Christopher S. Celenza
- 2014–2017 Kimberly D. Bowes
- 2017–2020: John Ochsendorf
- 2020–2021: Avinoam Shalem
- seit 2022: Aliza Wong